# Каясувка (заповедник)
Каясу́вка (пол. Kajasówka) — наименование заповедника в Польше, который находится около населённых пунктов Чулувек и Пшегиня-Духовна гмины Чернихув Краковского повята, Малопольское воеводство. Входит в состав Руднянского ландшафтного парка.
Заповедник был основан в 1962 году. Площадь заповедника составляет около 11,83 гектаров. Целью заповедника является охрана уникального тектонического горста, состоящего из юрских известняков и частично покрытого ксеротермической луговой растительностью.
На территории заповедника находятся скалы длиной около 2,5 км и шириной около 0,3 км, тянущиеся с юго-запада на северо-восток и разделяющие два тектонических углубления: Рыбнскую впадину на севере и Холежинско-Полувежскую долину на юге. Западные склоны возвышенности широки и пологи, а с восточной стороны находятся узкие и крутые склоны. В южной и восточной части находятся скальные обнажения верхнеюрских известняков с несколькими заброшенными каменоломнями, где произрастают колючник бесстебельный, молодило шароносное, дремлик широколистный, первоцвет высокий и калина обыкновенная.
К моменту организации заповедника на его территории преобладали ксеротермические луга, богатые различными цветами, которые сегодня сохранились только на крутых скалистых склонах. В настоящее время на большей части поверхности заповедника произрастает терновник, занимающий площадь около 80 % бывших лугов. Это объясняется прекращением выпаса скота на заповедной территории.